# Římskokatolická farnost Lednice na Moravě
Římskokatolická farnost Lednice na Moravě je jedno z územních společenství římských katolíků s farním kostelem sv. Jakuba Staršího a kaplí svatého Cyrila a Metoděje.

## Území farnosti
- Lednice s farním kostelem svatého Jakuba Staršího
- Nejdek

## Historie farnosti
Nejstarší písemná zmínka o Lednici pochází z roku 1222. Fara zde existovala již v době předhusitské. K roku 1500 se připomíná farář Pankrác. V 16. století byla fara protestantská, ale od počátku 17. století byla opět katolická.

## Duchovní správci
V současné době je farnost spravována excurrendo. Od září 2004 do července 2015 byl administrátorem  R. D. Mgr. Vladimír Langer, farář v sousední Břeclavi-Poštorné.
Od 1. srpna 2015 je administrátorem excurrendo R. D. ThDr. Łukasz Szendzielorz, v letech 2015–2023 farář v Poštorné a od roku 2024 ve Valticích.

## Bohoslužby
| Kostel              | Místo   | Bohoslužba (den) | Hodina                           | Poznámka     |
| ------------------- | ------- | ---------------- | -------------------------------- | ------------ |
| sv. Jakuba Staršího | Lednice | neděle sobota    | 11.20 17.00 (zima)/18.00 (léto). | Farní kostel |

## Aktivity ve farnosti
Dnem vzájemných modliteb farností za bohoslovce a bohoslovců za farnosti brněnské diecéze je 16. květen. Adorační den připadá na nejbližší neděli po 28. červnu.
Na území farnosti se každoročně koná tříkrálová sbírka. V roce 2016 se v ní vybralo 12 260 korun.
Půl hodiny před bohoslužbou je možné si prohlédnout farní kostel.